# Tkankowy aktywator plazminogenu

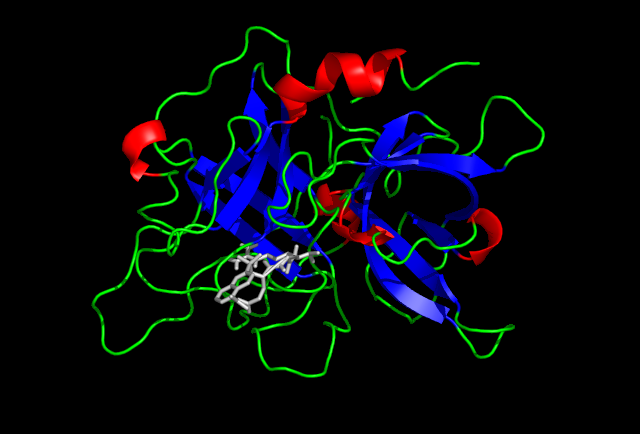
Model domeny proteazowej t-PA w kompleksie z inhibitorem

Tkankowy aktywator plazminogenu (ang. tissue plasminogen activator, t-PA) – organiczny związek chemiczny, proteaza serynowa wydzielana głównie przez śródbłonek, występująca w wielu tkankach (w tym w osoczu krwi). Przekształca plazminogen (syntetyzowany jest jako polipeptyd) w plazminę, poprzez rozerwanie mostka disiarczkowego.

## Zastosowanie kliniczne
Rekombinowane tkankowe aktywatory plazminogenu (rtPA) znajdują zastosowanie w leczeniu stanów predysponujących do tworzenia zakrzepów, takich jak udar mózgu albo zawał mięśnia sercowego. Początkowo produkowane były komercyjnie dwie formy leku: alteplaza, składająca się w przeważającej części z jednołańcuchowych cząsteczek rt-PA, i duteplaza, będąca dwułańcuchową cząsteczką rt-PA. Zaniechano stosowania duteplazy, ponieważ w dużych badaniach nie wykazano przewagi tego leku nad streptokinazą. Metodami inżynierii genetycznej wytworzono także pochodne cząsteczki tPA, o zmienionych właściwościach:
- r-PA, jednołańcuchowa cząsteczka t-PA pozbawiona wskutek delecji domeny typu Kringle-1
- TNK-tPA, podobny do r-PA, ale z dodatkowym miejscem glikozylacji w pozycji 103; usuniętym miejscem glikozylacji w pozycji 117; i zamienionymi przez cztery reszty alaninowe czterema aminokwasami (Lys-His-Arg-Arg) w domenie proteazowej.
- n-PA, będąca postacią naturalnego tPA pozbawioną domeny palca peptydowego i domeny EGF oraz miejsca glikozylacji w domenie Kringle-1.